# آدی گانگا

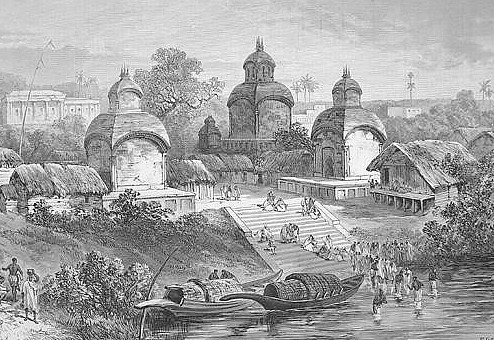
نمایی از معبد کالیقات و رود آدی گانگا در ۱۸۸۷ میلادی

آدی گانگا که به اسامی دیگری چون نهر گوبینداپور (Gobindapur Creek)، مجرای سورمان (Surman's Nullah) و مجرای تولی (Tolly's Nullah) نیز معروف است، جزو جریان اصلی رودخانه هوگلی از قرن ۱۵ تا ۱۷م میلادی بوده، اما به مرور و پس از آن خشک شده‌است.